# Стремя и люди
«Стремя и люди» — седьмой номерной студийный альбом рок-группы «Облачный край». Записан в 1985 году в Ленинграде на студии Андрея Тропилло. В советские годы распространялся самиздатом на магнитной ленте. Первое официальное издание состоялось в 1990-е годы.
После выхода альбома «Облачный край» получил широкую известность среди любителей советского рока.
Альбом вошёл в список «100 магнитоальбомов советского рока», составленный рок-журналистом Александром Кушниром.

## Предыстория
К 1985 году в активе «Облачного края» появилась «Ублюжья доля» — первый альбом, записанный на профессиональной многоканальной аппаратуре. Изменилось к лучшему и положение в родном Архангельске: «опальному» лидеру коллектива Сергею Богаеву, продолжавшему работать на заводе «Красная кузница», разрешили проводить дискотеки в заводском ДК и выделили помещение под необходимую аппаратуру. В этом помещении Богаев вместе с клавишником Николаем Лысковским стали репетировать и записывать черновики для вокалиста Олега Рауткина, в то время жившего в Харькове.

## История создания
Как и предыдущий альбом «Ублюжья доля», «Стремя и люди» записывались в Ленинграде. Запись проходила летом 1985 года на студии Андрея Тропилло, расположенной в Доме пионеров на Панфилова (он же Дом юного техника; ныне — Центр детского (юношеского) технического творчества «Охта»). Работа над альбомом велась преимущественно в ночное время, параллельно с записью «Энергии» — студийного дебюта Константина Кинчева в составе группы «Алиса». Продюсерами альбома стали Тропилло и Богаев.
«Облачный край» вновь прибыл из Архангельска в усечённом составе: Богаев с Лысковским, но без Рауткина. Лидер группы «Аквариум» Борис Гребенщиков предоставил архангелогородцам на время записи свою гитару, а музыканты «Странных игр» — бас-гитару и клавишный синтезатор. Из технического арсенала «архангельского» периода присутствовала лишь самодельная педаль эффектов, порождающая «фирменный» звук «Облачного края».
Когда были записаны все партии, кроме вокала и ударных, в Ленинград неожиданно приехал Рауткин. Ещё немногим позднее в студии появился известный джаз-роковый барабанщик Евгений Губерман, уже работавший с «Облачным краем» во время записи «Ублюжьей доли». Таким образом, на время создания альбома «Стремя и люди» группа преобразовалась в квартет Богаев — Лысковский — Рауткин — Губерман. Как и на предыдущих альбомах, Богаев исполнил все гитарные партии (в том числе бас-гитары) и часть вокальных. Кроме того, в нескольких треках он впервые попробовал себя в качестве барабанщика.
В качестве гостей в записи приняли участие сам звукорежиссёр Андрей Тропилло, изображавший рычание монстра в одном из треков, и ленинградский джазовый саксофонист Михаил Чернов.
Получившийся альбом сразу стал распространяться с оригинальной обложкой, созданной Алексеем Булыгиным — архангельским художником и музыкантом, давним другом Богаева.

## Издание
Альбом широко разошёлся в советском магнитоиздате. Однако первые официальные издания состоялись только после распада СССР. В 1996 году лейбл Hobbott Proline Ltd. выпустил «Стремя и люди» на аудиокассетах и компакт-дисках, а в 1998 году увидело свет кассетное издание «Отделения „Выход“».
В 2008 году увидело свет переиздание в рамках архивного проекта «ДПНР» («Да Поможет Нам Рок!»), функционирующего при поддержке фирм «АнТроп» и «Выргород». Специально для него был перезаписана утраченная интродукция к альбому.

## Музыкальный стиль и тематика песен
Рок-журналист Александр Кушнир посвятил «Стремени и людям» главу своей книги «100 магнитоальбомов советского рока». В ней Кушнир называет музыку альбома «сокрушительным хард-роком», в котором «идеально соединились громадный энергетический потенциал музыкантов и хард-интеллектуальное сумасшествие аранжировок, виртуозность исполнения и усложненные образы в текстах». Его коллега Сергей Гурьев охарактеризовал стилистику альбома как пограничную между хард-роком и хэви-металом.
Среди текстов присутствуют как сатирические номера, посвящённые советской действительности («Костя Перестукин», «Грустная история»), так и спейс-роковые композиции («Нападение монстра на двупалый индивидуум», «Межгалактический конгломерат»). Завершают альбом две композиции, выполненные в симфо-роковом ключе: «Мать порядка» и заглавная «Стремя и люди». Первая из них посвящена Петербургу времён Первой русской революции, вторая представляет собой аллегорическое повествование о путешествии каравана через пустыню. Кушнир отмечает сходство задействованных в них музыкальных решений с «Ленинградской симфонией» Д. Д. Шостаковича и номерами из оперы «Хованщина» М. П. Мусоргского, а в манере игры Богаева слышит отголоски музыки Ричи Блэкмора, Рихарда Вагнера и Людвига ван Бетховена. Примечательно, что изначально мелодия «Матери порядка» предназначалась для «Стремени и людей» и наоборот, но в процессе работы Богаев решил произвести двойную замену.
Участвовавший в записи Евгений Губерман очень высоко оценивал как музыку альбома, так и дебют Богаева за ударной установкой.

## Список композиций
| 1. Наша общая легавая (3:10) 2. Супер-чукча (4:06) 3. Межгалактический конгломерат (4:03) 4. Нападение монстра на двупалый индивидуум (4:14) 5. Грустная история (5:47) 6. От мозгов к мозгам (3:15) 7. Костя Перестукин (3:52) 8. Мать порядка (5:44) 9. Стремя и люди (7:42) Автор всех песен — Сергей Богаев. | 1. Интро 2. Наша общая легавая 3. Супер-чукча 4. Межгалактический конгломерат 5. Нападение монстра на двупалый индивидуум 6. Грустная история 7. От мозгов к мозгам 8. Костя Перестукин 9. Мать порядка 10. Стремя и люди (Часть I. Предисловие) 11. Стремя и люди (Часть II. Стремя и люди) На переиздании 2008 года был добавлен перезаписанный трек «Интро», а заглавная композиция разбита на две части. |

## Участники записи
- Сергей Богаев — вокал, гитара, бас, ударные
- Олег Рауткин — вокал
- Николай Лысковский — клавишные
- Евгений Губерман — ударные
- Андрей Тропилло — бэк-вокал («Нападение монстра на двупалый индивидуум»)
- Михаил Чернов — саксофон («Стремя и люди»)[5]